# 卡路士·阿古路·馬連利尼
卡路士·阿古路·馬連利尼（西班牙語：Carlos Arturo Marinelli）一般称作馬連利尼（Marinelli），1982年3月14日生于布宜諾斯艾利斯省马约镇，阿根廷职业足球运动员，现效力于美國職業足球大聯盟球会堪薩斯城巫師，他曾經被以一百五十萬收歸其下，他曾被期望為'新馬勒當拿'。